# Villettes
Villettes és un municipi francès situat al departament de l'Eure i a la regió de Normandia. L'any 2007 tenia 170 habitants.

## Demografia

### Població
El 2007 la població de fet de Villettes era de 170 persones. Hi havia 56 famílies de les quals 8 eren unipersonals (8 dones vivint soles i 8 dones vivint soles), 28 parelles sense fills i 20 parelles amb fills.
La població ha evolucionat segons el següent gràfic:
Habitants censats

### Habitatges
El 2007 hi havia 70 habitatges, 59 eren l'habitatge principal de la família, 8 eren segones residències i 3 estaven desocupats. Tots els 69 habitatges eren cases. Dels 59 habitatges principals, 52 estaven ocupats pels seus propietaris, 4 estaven llogats i ocupats pels llogaters i 3 estaven cedits a títol gratuït; 2 tenien una cambra, 3 en tenien dues, 7 en tenien tres, 14 en tenien quatre i 32 en tenien cinc o més. 44 habitatges disposaven pel capbaix d'una plaça de pàrquing. A 21 habitatges hi havia un automòbil i a 32 n'hi havia dos o més.

## Economia
El 2007 la població en edat de treballar era de 108 persones, 84 eren actives i 24 eren inactives. De les 84 persones actives 75 estaven ocupades (45 homes i 30 dones) i 8 estaven aturades (1 home i 7 dones). De les 24 persones inactives 5 estaven jubilades, 5 estaven estudiant i 14 estaven classificades com a «altres inactius».

### Ingressos
El 2009 a Villettes hi havia 62 unitats fiscals que integraven 174,5 persones, la mediana anual d'ingressos fiscals per persona era de 19.480 €.

### Activitats econòmiques
Dels 9 establiments que hi havia el 2007, 2 eren d'empreses de construcció, 1 d'una empresa de comerç i reparació d'automòbils, 1 d'una empresa d'hostatgeria i restauració, 2 d'empreses d'informació i comunicació, 2 d'empreses immobiliàries i 1 d'una empresa de serveis.
Dels 2 establiments de servei als particulars que hi havia el 2009, 1 era una fusteria i 1 restaurant.
L'any 2000 a Villettes hi havia 7 explotacions agrícoles.